# Glossostipula blepharophylla
Glossostipula blepharophylla là một loài thực vật có hoa trong họ Thiến thảo. Loài này được (Standl.) Lorence mô tả khoa học đầu tiên năm 1986.